# Stomatolepas pilsbryi
Stomatolepas pilsbryi is een zeepokkensoort uit de familie van de Platylepadidae. De wetenschappelijke naam van de soort is voor het eerst geldig gepubliceerd in 2010 door Frick, Zardus & Lazo-Wasem.